# دهستان کوسالان
دهستان کوسالان نام دهستانی در بخش مرکزی شهرستان سروآباد، استان کردستان در ایران است. براساس سرشماری مرکز آمار ایران در سال ۱۳۸۵، جمعیت آن ۱۰۰۲۲ نفر (۲۲۴۰ خانوار) بوده‌است.